# نیکولایفکا (شهرستان بلاگووشچنسکی، باشقیرستان)
نیکولایفکا (انگلیسی: Nikolayevka, Blagoveshchensky District, Republic of Bashkortostan) یک شهرک در شهرستان بلاگووشچنسکی باشقیرستان کشور روسیه است.